# Lumi i Bënçës
Lumi i Bënçës är ett vattendrag i Albanien.   Det ligger i prefekturen Qarku i Gjirokastrës, i den södra delen av landet, 120 km söder om huvudstaden Tirana.
Trakten runt Lumi i Bënçës består till största delen av jordbruksmark.  Runt Lumi i Bënçës är det ganska glesbefolkat, med 31 invånare per kvadratkilometer.